# Mato Grosso do Sul
Mato Grosso do Sul je brazilský vnitrozemský spolkový stát na středozápadě Brazílie. Hraničí na západě s Paraguayí a Bolívií, dále se spolkovými státy Mato Grosso, Goiás, Minas Gerais, São Paulo a Paraná. Mato Grosso do Sul mělo podle sčítání v roce 2005 2 297 981 obyvatel a má rozlohu 358 158,7 km². Hustota zalidnění je 6,4 obyvatel na km². Hlavní město spolkového státu je Campo Grande.

## Geografie
Mato Grosso do Sul leží na středozápadě Brazílie v povodí řek Paraná a Paraguay. Jihovýchodní hranici státu tvoří řeka Paraná, která je zde několikrát přehrazena. Paraná odvodňuje východní část státu, odvádí vody ze Serra de Maracaju, severně ležícího Serra das Araras a na jihu ležícího Serra de Amambai. Na jihozápadě státu se v povodí řeky Paraguay rozprostírá Serra da Bodoquena. Na severozápadě státu se rozprostírají roviny Pantanalu. Nejvyšším bodem je vrchol Maciço do Urucum, s nadmořskou výškou 1065 metrů se vypíná západně od řeky Paraguay na západě státu u města Corumbá.

### Klima
Mato Grosso do Sul leží mezi 17° a 24° j. š. Převládá zde tropické monzunové podnebí (Aw) s letními dešti (prosinec až leden) a suchými zimami. Teplotní průměry se pohybují od 25 °C v oblasti řeky Paraguaye po 20 °C ve vrchovinách. V jižnějších částech státu může mít charakter vlhkého subtropického podnebí (Cfa). Průměrné roční úhrnné srážky jsou 1471,1 mm. Leden je nejteplejší měsíc s průměrným maximem 34 °C a minimem 24 °C a je více deštivý; v červenci jsou nižší teploty s průměrným maximem 25 °C a minimem −2,0 °C a je slunečný.

### Vegetace
Ve státu Mato Grosso do Sul se vyskytují mokřady Pantanalu, komplexy savan a lesů cerrada, ale i oblasti s charakterem pamp a lesních porostů Atlantického lesa. Cerrada zabírají patrně největší část státu, ale byla z velké části přeměněna na ornou půdu.

### Silnice
BR-060, BR-158, BR-163, BR-463, BR-267, BR-262, BR-359, BR-454, BR-419, BR-487.

## Města
Největší města spolkového státu Mato Grosso do Sul, počet obyvatel k 1. červenci 2013:
- Campo Grande – 832 350
- Dourados – 207 498
- Três Lagoas – 109 633
- Corumbá – 107 347
- Ponta Pora – 83 747
- Navirai – 49 827
- Nova Andradina – 49 104
- Sidrolandia – 48 027
- Aquidauana – 46 830
- Paranaiba (Mato Grosso do Sul) – 41 227
- Maracaju – 41 099
- Amambai – 36 686
- Rio Brilhante – 33 362
- Coxim – 32 948